# Championnats du monde de pentathlon moderne 1967
Navigation
Édition précédente Édition suivante
Les Championnats du monde de pentathlon moderne 1967 se sont tenus à Jönköping, en Suède.

## Podiums

### Hommes
| Épreuves    | Or                                             | Argent                                                | Bronze                                                              |
| ----------- | ---------------------------------------------- | ----------------------------------------------------- | ------------------------------------------------------------------- |
| Individuel  | Hongrie András Balczó                          | Union soviétique Stasys Šaparnis                      | Suède Björn Ferm                                                    |
| Par équipes | Hongrie András Balczó Ferenc Török István Mona | Suède Björn Ferm Hans Jacobson Hans-Gunnar Liljenwall | Union soviétique Boris Onyshchenko Stasys Šaparnis Eduard Sdobnikov |